# 美国各州、特区和领地徽章列表
以下列表展示了美国50個州份、特区和其他领地的正式徽章：

## 州份

亚拉巴马州徽章
阿拉斯加州徽章
亞利桑那州徽章
阿肯色州徽章
加利福尼亚州徽章
科罗拉多州徽章
康涅狄格州徽章
特拉华州徽章
佛罗里达州徽章
乔治亚州徽章（正面）
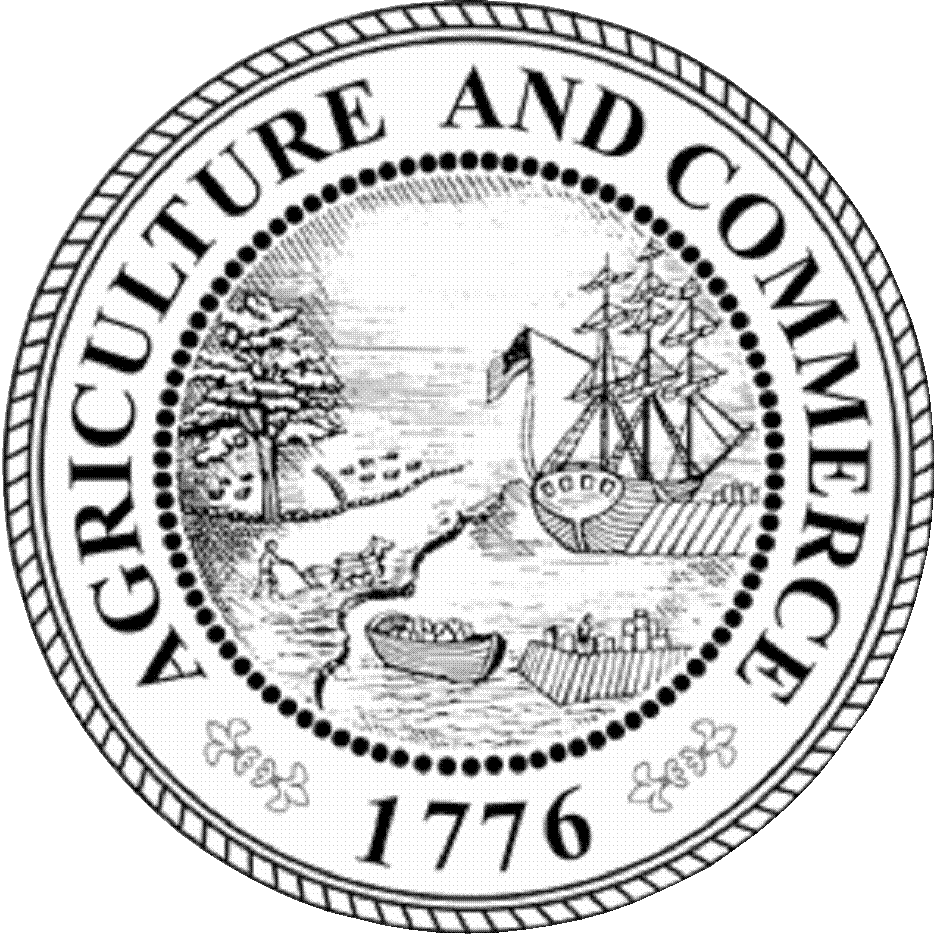
乔治亚州徽章（反面）
夏威夷州徽章
爱达荷州徽章
伊利诺州徽章
印第安纳州徽章
爱荷华州徽章
堪萨斯州徽章
肯塔基州徽章
路易斯安那州徽章
緬因州徽章
馬里蘭州徽章（正面）
馬里蘭州徽章（反面）
麻薩諸塞州徽章
密西根州徽章
明尼蘇達州徽章
密西西比州徽章
密蘇里州徽章
蒙大拿州徽章
內布拉斯加州徽章
內華達州徽章
新罕布夏州徽章
紐澤西州徽章
新墨西哥州徽章
纽约州徽章
北卡羅萊納州徽章
北達科他州徽章
俄亥俄州徽章
奧克拉荷馬州徽章
奧勒岡州徽章
賓夕法尼亞州（正面）
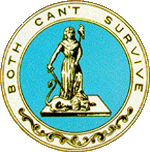
賓夕法尼亞州（反面）
羅德島州徽章
南卡羅來納州徽章
南達科他州徽章
田纳西州徽章
德克薩斯州徽章（正面）
德克薩斯州徽章（反面）
猶他州徽章
佛蒙特州徽章
維吉尼亞州徽章
華盛頓州徽章
西維吉尼亞州徽章（正面）
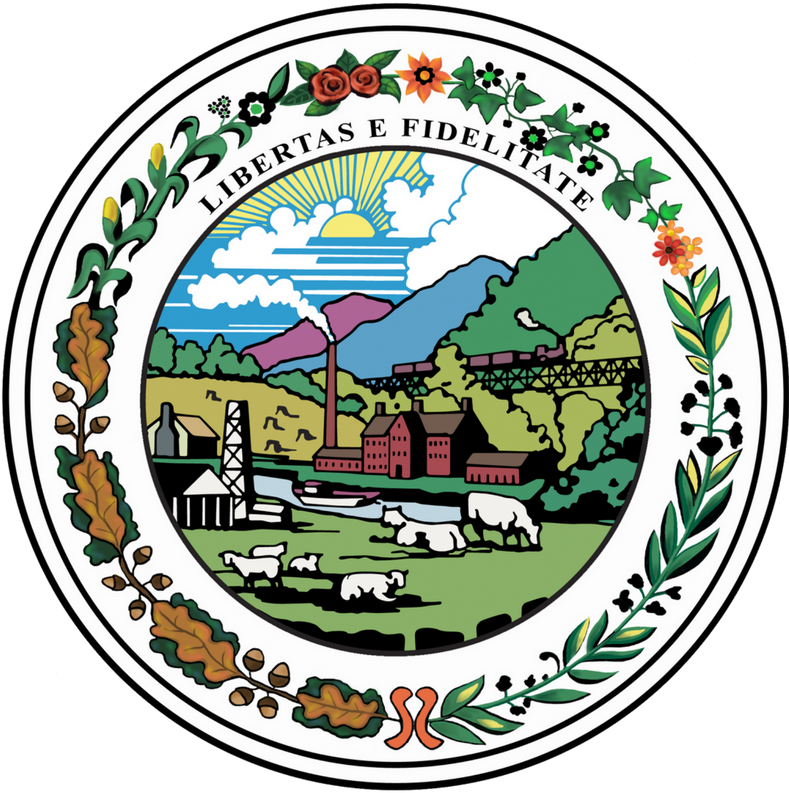
西維吉尼亞州徽章（反面）
威斯康辛州徽章
懷俄明州徽章

## 哥伦比亚特区

哥伦比亚特区徽章

## 其他领地

美屬薩摩亞徽章
關島徽章
北马里亚纳群岛徽
波多黎各國徽
美屬維爾京群島徽